# Stakenborg
Stakenborg (53° 01′ N, 7° 11′ L) é uma cidade dos Países Baixos, na província de Groninga. Stakenborg pertence ao município de Westerwolde, e está situada a 33 km, a nordeste de Emmen.
A área de Stakenborg, que também inclui as partes periféricas da cidade, bem como a zona rural circundante, tem uma população estimada em 200 habitantes.